# Jeffery Lloyd Castle
Jeffery Lloyd Castle (eigentlich Geoffrey Lloyd Castle; geboren am 6. April 1898 in Surbiton, Surrey; gestorben am 8. Februar 1990 in Aldeburgh, Suffolk) war ein  britischer Science-Fiction-Autor.

## Leben
Geoffrey Lloyd Castle war der Sohn von Phillip Castle, Direktor der Abwrackwerft Castles Shipbreaking Co. Ltd., und von Jessie Maud May, geborene Cock. Im Ersten Weltkrieg diente er zunächst in der Royal Field Artillery, von 1916 bis 1920 vorübergehend im Royal Flying Corps und nahm 1923 seinen Abschied. 1939 wurde er einberufen und diente erneut in der Royal Field Artillery. Zwischen den Weltkriegen und danach arbeitete er als Avionikingenieur.
1938 hatte er die Schriftstellerin Margery Sharp geheiratet, die Verfasserin der Kinderbücher um die abenteuerlustige Mäusedame Miss Bianca.
In den 1950er Jahren veröffentlichte er zwei Science-Fiction-Romane. Der erste, Satellite E One (1954), behandelt den Bau einer Raumstation im Erdorbit. Im zweiten, Vanguard to Venus (1957), haben sich die Nachfahren der technisch weit fortgeschrittenen alten Ägypter auf der Venus niedergelassen und besuchen von dort mit ihren UFOs die Erde.

## Bibliografie
Romane
- Satellite E One (1954)
  - Deutsch: Raumstation E 1 : Ein technischer Zukunftsroman. Übersetzt von Tony Westermayr. Goldmanns Zukunftsromane #5, 1960. Taschenbuchausgabe: Goldmanns Weltraum Taschenbücher #47, 1963.
- Vanguard to Venus (1957)
  - Deutsch: Raumschiff Omega : Ein technischer Zukunftsroman. Übersetzt von Tony Westermayr. Goldmanns Zukunftsromane #9, 1960. Taschenbuchausgabe: Goldmanns Weltraum Taschenbücher #52, 1965.

Sachbuch
- How not to lose at poker (1970)